# Primavera (cognome)
Primavera è un cognome di lingua italiana.

## Varianti
Primaverile, Primaverili.

## Origine e diffusione
Il cognome è tipicamente panitaliano.
Potrebbe derivare dal prenome femminile Primavera.